# Chlorophytum arcuatoramosum
Chlorophytum arcuatoramosum là một loài thực vật có hoa trong họ Măng tây. Loài này được R.B.Drumm. mô tả khoa học đầu tiên năm 1953.